# Emma Box
Emma Box (* 20. August 1991 in Joyner, Brisbane, Queensland; als Emma Jayne Jackson) ist eine ehemalige australische Triathletin. Sie ist U23-Weltmeisterin 2010, Junioren-Vizeweltmeisterin des Jahres 2009 und Vizeweltmeisterin auf der Triathlon-Sprintdistanz (2011) und zweifache Ozeanienmeisterin Elite (2012, 2017).

## Werdegang
In den vier Jahren von 2007 bis 2010 nahm Jackson an 16 ITU-Wettkämpfen teil und kam dabei elf Mal unter die Top Ten. Seit sie am 1. November 2009 den mit 12.000 Dollar dotierten Noosa-Triathlon in Australien gewann, wurde Emma Jackson in den australischen Medien oft in einem Atemzug mit den drei weltberühmten australischen Triathletinnen gleichen Namens genannt: Emma Carney, Emma Snowsill und Emma Moffatt.
Emma Jacksons Trainer war Stephen Moss vom Pine Rivers Triathlon Club, der zugleich das Elite-Triathlon-Zentrum des Staates Queensland (Queensland Academy of Sport) leitet.

### U23-Weltmeisterin Triathlon 2010
2010 nahm Emma Jackson auch als Elite-Verstärkung für den Verein TCG 79 Parthenay an der französischen Clubmeisterschaftsserie Lyonnaise des Eaux teil. Im September wurde sie in Ungarn U23-Weltmeisterin Triathlon. Beim Großen Finale in La Baule (Triathlon Audencia) am 18. September 2010, knapp eine Woche nach ihrem Weltmeisterschaftsgold-Rennen in Budapest, wurde sie 16., ihr Club Vierter. Jackson war somit immer unter den drei triathlètes classants l'équipe, deren Individualwertung den Rang ihres Clubs bestimmt. In La Baule waren übrigens alle drei triathlètes classants ihres französischen Clubs ausländische Elite-Gaststars: Ainhoa Murúa wurde 11., Nicky Samuels 13. und Jackson 16.

### Olympische Sommerspiele 2012
Im März 2012 wurde sie in Devonport Ozeanienmeisterin in der Elite-Klasse.

Der australische Triathlonverband nominierte Jackson für einen Startplatz bei den Olympischen Spielen, zusammen mit Erin Densham und Emma Moffatt. Sie belegte in London im August 2012 den achten Rang.
Im Juli 2014 konnte Emma Jackson ihren Sieg aus dem Vorjahr erfolgreich verteidigen und zum zweiten Mal in Frankreich den Triathlon EDF Alpe d’Huez auf der olympischen Distanz gewinnen. Im Februar 2017 wurde die damals 25-Jährige Ozeanienmeisterin Sprint-Triathlon. 2024 erklärte die 32-Jährige ihre aktive Karriere für beendet.
Seit November 2018 ist sie mit dem australischen Triathleten Drew Box (* 1989) verheiratet und die beiden leben in Brisbane.

## Sportliche Erfolge
| Datum/Jahr    | Rang | Wettbewerb                                      | Austragungsort | Zeit        | Bemerkung                                                                                           |
| ------------- | ---- | ----------------------------------------------- | -------------- | ----------- | --------------------------------------------------------------------------------------------------- |
| 24. März 2024 | 13   | ITU World Triathlon Cup                         | Hongkong       | 01:00:40    | hinter Sian Rainsley                                                                                |
| 16. März 2024 | 5    | OTU Sprint Triathlon Oceania Championships      | Devonport      | 01:03:48    | |
| 19. März 2023 | 1    | ETU Triathlon Europe Cup                        | Melilla        | 00:57:34    | |
| 6. Juni 2021  | DNF  | ITU World Championship Series 2021              | Leeds          | –           | |
| 15. Aug. 2019 | 15   | ITU World Triathlon Olympic Qualification Event | Tokyo          | 01:42:55    | hinter Flora Duffy                                                                                  |
| 20. Juli 2019 | 1    | ITU World Championship Series 2019              | Edmonton       | 01:01:23    | |
| 25. Aug. 2018 | 1    | CAMTRI Sprint Triathlon American Cup            | Montreal       | 01:00:16    | |
| 4. Nov. 2017  | 3    | ITU Triathlon World Cup                         | Miyazaki       | 01:54:53    | |
| 30. Sep. 2017 | 2    | ITU Triathlon World Cup                         | Weihai         | 02:10:37    | |
| 11. März 2017 | 1    | ITU Triathlon World Cup                         | Mooloolaba     | 01:56:36    | Siegerin vor Ashleigh Gentle                                                                        |
| 12. Feb. 2017 | 1    | OTU Sprint Triathlon Oceania Championships      | Kinloch        | 01:07:27    | Ozeanienmeisterin Sprintdistanz                                                                     |
| 14. Mai 2016  | 17   | ITU World Championship Series 2016              | Yokohama       | 01:58:50    | |
| 22. Aug. 2015 | 9    | ITU World Championship Series 2015              | Stockholm      | 02:02:30    | |
| 18. Okt. 2014 | 1    | ITU Triathlon World Cup                         | Tongyeong      | 02:00:44    | |
| 30. Aug. 2014 | 27   | ITU World Championship Series 2014              | Edmonton       | 02:04:39    | Grand Final                                                                                         |
| 31. Juli 2014 | 1    | Triathlon EDF Alpe d’Huez                       | Alpe d’Huez    | 02:07:57,95 | Emma Jackson konnte ihren Sieg aus dem Vorjahr erfolgreich verteidigen.                             |
| 24. Juli 2014 | 5    | Commonwealth Games 2014                         | Glasgow        | 01:59:34    | dritter Rang in der gemischten Staffel mit Emma Moffatt, Aaron Royle und Ryan Bailie für Australien |
| 12. Juli 2014 | 2    | ITU World Championship Series 2014              | Hamburg        | 00:57:00    | Zweite auf der Sprintdistanz                                                                        |
| 31. Mai 2014  | 3    | ITU World Championship Series 2014              | London         | 00:55:19    | Dritte auf der Sprintdistanz                                                                        |
| 25. Juli 2013 | 1    | Triathlon EDF Alpe d’Huez                       | Alpe d’Huez    |             | Siegerin auf der olympischen Distanz                                                                |
| 6. Juli 2013  | 2    | ITU World Championship Series 2013              | Kitzbühel      | 01:04:21    | |
| 4. Aug. 2012  | 8    | Olympische Sommerspiele 2012                    | London         | 02:01:16    | |
| 10. März 2012 | 1    | OTU Triathlon Oceania Championships             | Devonport      | 01:56:36    | Ozeanienmeisterin Elite                                                                             |
| 30. Okt. 2011 | 2    | Noosa Triathlon                                 | Noosa          | 02:01:09    | [ 4 ]                                                                                               |
| 10. Sep. 2011 | 12   | ITU World Championship Series 2011              | Peking         | 02:00:43    | |
| 20. Aug. 2011 | 2    | ITU Triathlon Sprint World Championship         | Lausanne       |             | Vizeweltmeisterin auf der Triathlon-Sprintdistanz                                                   |
| 11. Sep. 2010 | 1    | ITU Triathlon World Championship U23            | Budapest       | 01:58:07    | U23-Weltmeisterin                                                                                   |
| 11. Apr. 2010 | 24   | ITU World Championship Series 2010              | Sydney         | 02:07:03    | beim Auftaktrennen der Saison 2010                                                                  |
| 13. März 2010 | 1    | OTU Triathlon Oceania Championship U23          | Sydney         | 02:08:22    | Ozeanische Triathlon-Meisterin U23                                                                  |
| 1. Nov. 2009  | 1    | Noosa Triathlon                                 | Noosa          |             | |
| 9. Sep. 2009  | 2    | ITU World Championship Junior Women             | Gold Coast     | 01:00:41    | Junioren-Vizeweltmeisterin                                                                          |
| 5. Juni 2008  | 5    | ITU World Championship Junior Women             | Vancouver      | 01:05:18    | |
| 30. Aug. 2007 | 24   | ITU World Championship Junior Women             | Hamburg        | 01:02:08    | |